# Colonia Rosales
Colonia Rosales är en ort i Mexiko.   Den ligger i kommunen Carrillo Puerto och delstaten Veracruz, i den sydöstra delen av landet, 270 km öster om huvudstaden Mexico City. Colonia Rosales ligger 295 meter över havet och antalet invånare är 182.
Terrängen runt Colonia Rosales är huvudsakligen platt, men åt nordväst är den kuperad. Terrängen runt Colonia Rosales sluttar brant österut. Runt Colonia Rosales är det ganska tätbefolkat, med 134 invånare per kvadratkilometer. Närmaste större samhälle är Cuitláhuac, 5,7 km nordväst om Colonia Rosales. Trakten runt Colonia Rosales består till största delen av jordbruksmark.